# Leonardo Cifelli
Leonardo Javier Cifelli (Buenos Aires, 31 de diciembre de 1970) es un productor teatral y gestor cultural argentino. Es el secretario de Cultura de la Nación, desde diciembre de 2023; en la administración de Javier Milei.

## Biografía

### Trayectoria

#### Teatral
Participó en producciones de teatro y recitales, como «Drácula, el musical» y «Las mil y una noches», y realizó giras nacionales e internacionales.Entre las producciones de recitales más notables que produjo están los de Valeria Lynch, Sandra Mihanovich, Marilina Ross y Celeste Carballo.

#### Sector público
Entró en la política desempeñándose como jefe de Gabinete del Ministerio de Cultura de la Ciudad de Buenos Aires, durante la gestión del ministro Ángel Mahler, entre 2016 y 2017.
Volvió a la política en 2023, cuando aceptó la propuesta del presidente de la Nación, Javier Milei, de ocupar la Secretaría de Cultura de la Nación, cartera que se hallaría en el ámbito del nuevo Ministerio de Capital Humano. Finalmente, el 27 de diciembre de ese mismo año fue oficializado en el cargo.
El 25 de julio de 2024, se vio involucrado en la polémica solicitud de contratación del cantante argentino de cumbia El Dipy, hallándose su firma en el documento oficial filtrado por los medios.Si bien la firma de Cifelli constató esta solicitud, la Ministra de Capital Humano, Sandra Pettovello, negó que ella hubiera firmado tal contratación. Sin embargo, la documentación, con fecha de mediados de mayo de 2024, indica que el cantante de cumbia comenzaría a trabajar el 1 de abril o el 1 de mayo de 2024, antes de la solicitud de contratación.
En noviembre de 2024 dijo que le parecía una vergüenza que Axel Kicillof, el gobernador de la provincia de Buenos Aires, posara con el libro Cometierra, de Dolores Reyes, cuestionado por el gobierno por "degradante e inmoral". Dijo, asimismo, que el libro le parecía de degenerados, aunque admitió no haberlo leído sino que se guiaba por lo que decían los periodistas.